# Dolmen vom Coll de les Portes
Der Dolmen vom Coll de les Portes ist ein kleines Galeriegrab im Gemeindegebiet von Banyuls-sur-Mer im französischen Département Pyrénées-Orientales. Dolmen ist in Frankreich der Oberbegriff für neolithische Megalithanlagen aller Art (siehe: Französische Nomenklatur).

## Lage
Der Dolmen befindet sich im Südosten der Gemeinde Banyuls-sur-Mer unmittelbar westlich des Coll de les Portes auf 458,3 Meter Meereshöhe. Über den Pass verläuft die Gemeindegrenze zu Cerbère. Die Passhöhe ist der nördliche Ausläufer eines vom Puig de Querroig (mit Castell de Querroig) herabziehenden Bergrückens.

## Beschreibung
Der Dolmen vom Coll de les Portes befindet sich in einem schlechten Zustand, kann aber einem Galeriegrab mit trapezoidaler Kammer zugeordnet werden, wie so viele andere auf der Nordseite des Albères-Massivs gelegene Dolmen. Erhalten sind noch die 1,5 × 1 Meter große und bis zu 20 Zentimeter dicke Abdeckplatte sowie ein größerer Orthostat, auf dem die Platte jetzt ruht.

## Photogalerie

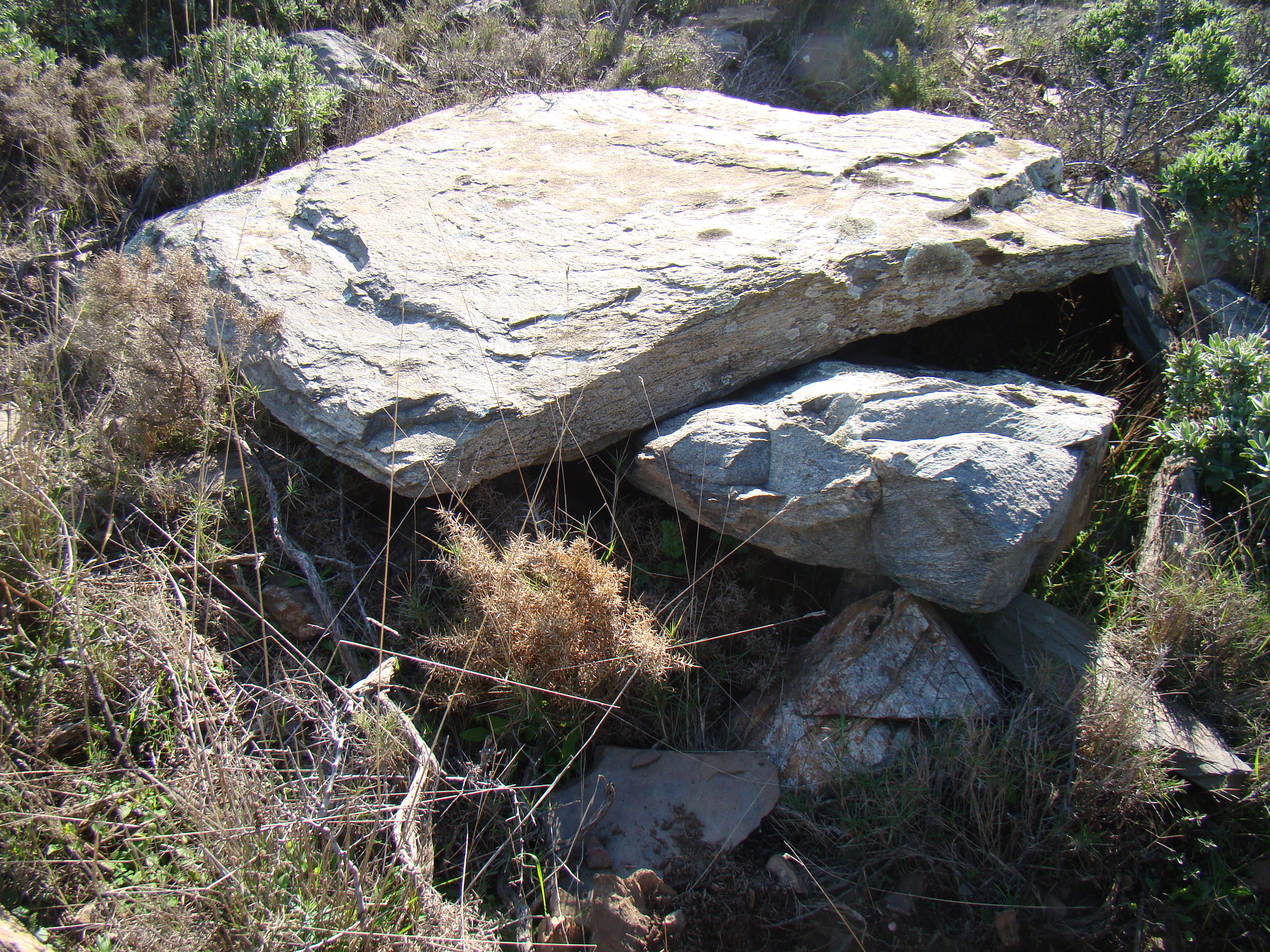
Gesamtansicht des Dolmens
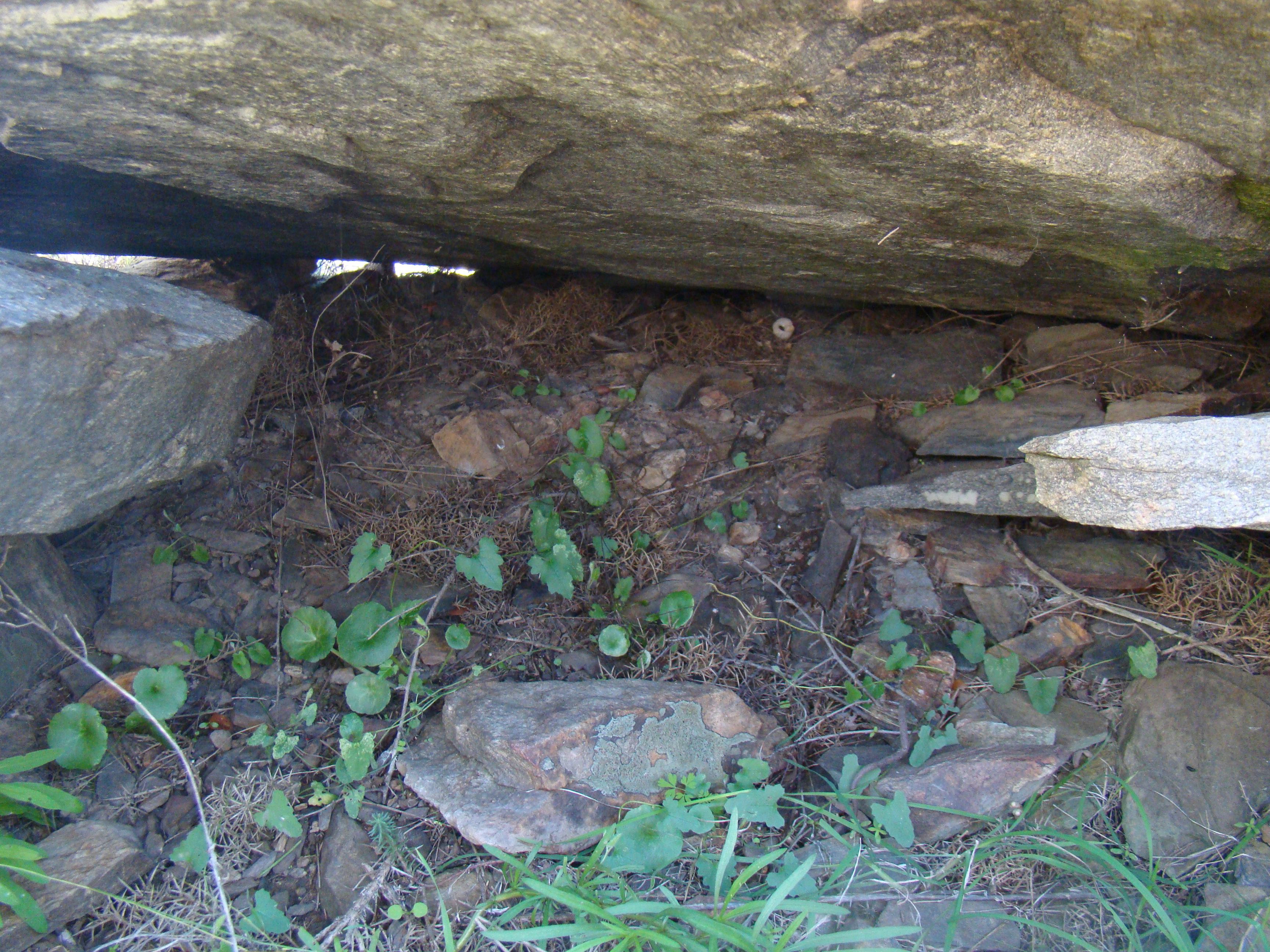
Innenansicht
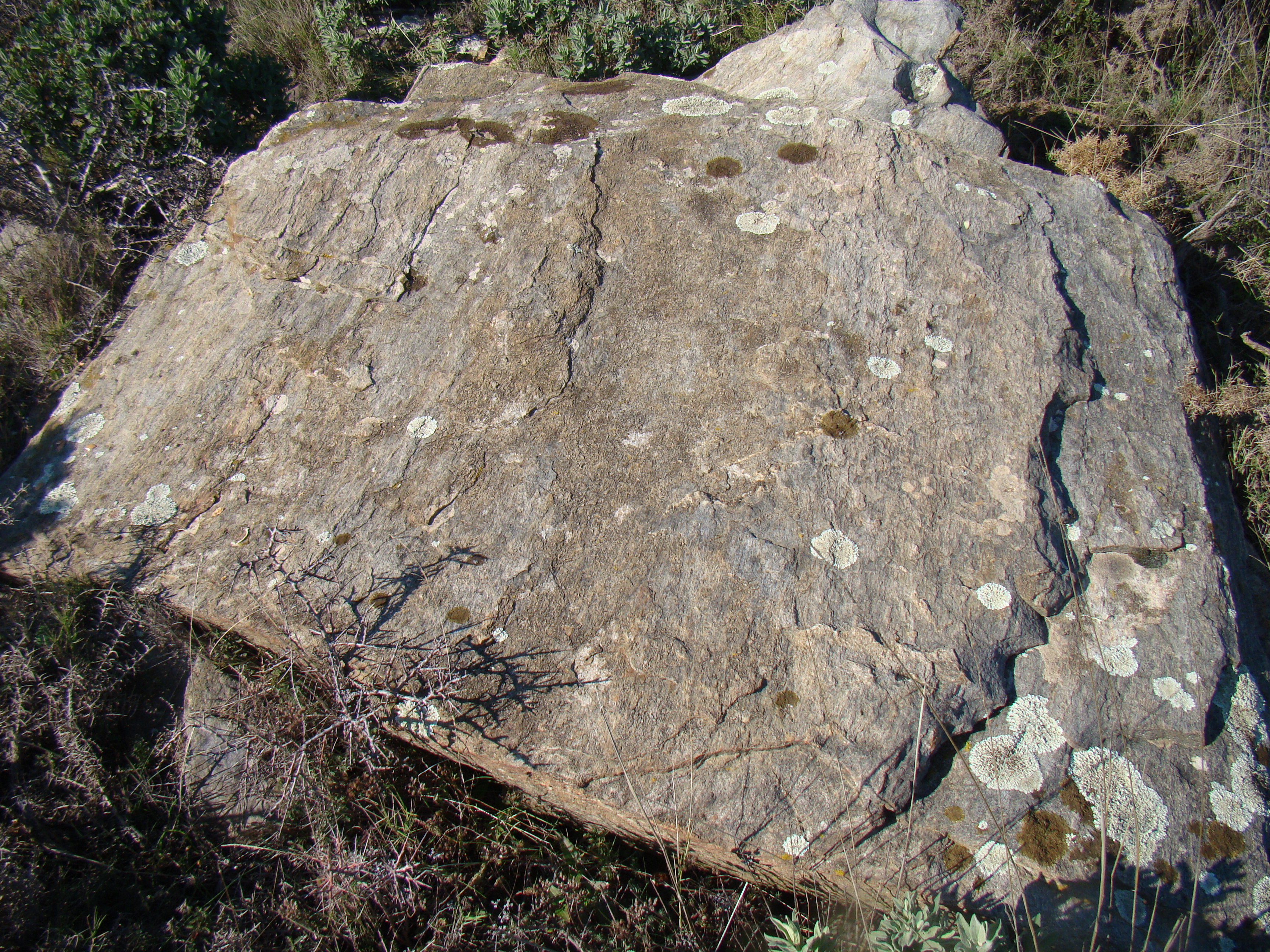
Abdeckplatte
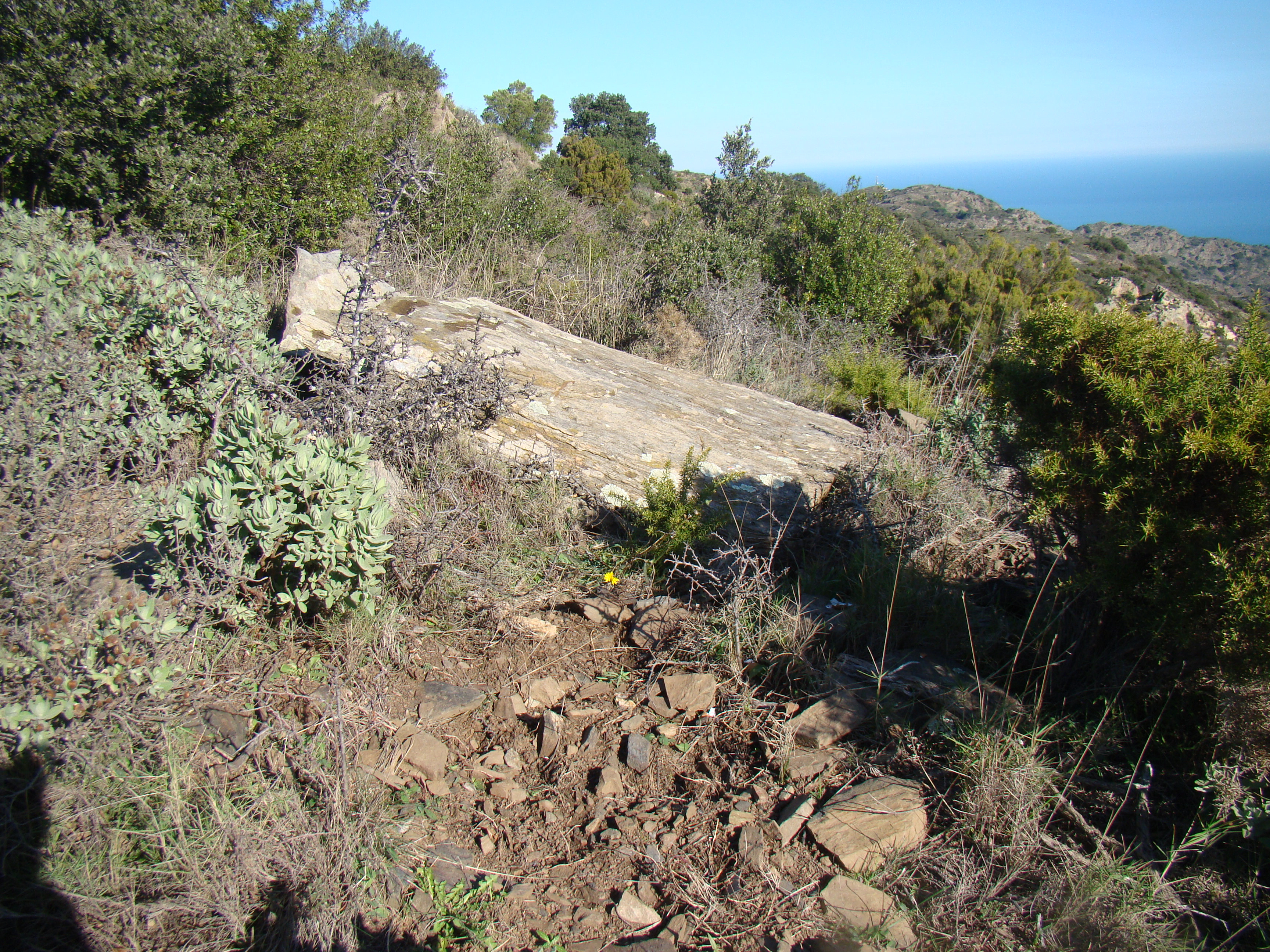
Schrägansicht mit Blick zum Mittelmeer